# Macroinvertébré benthique

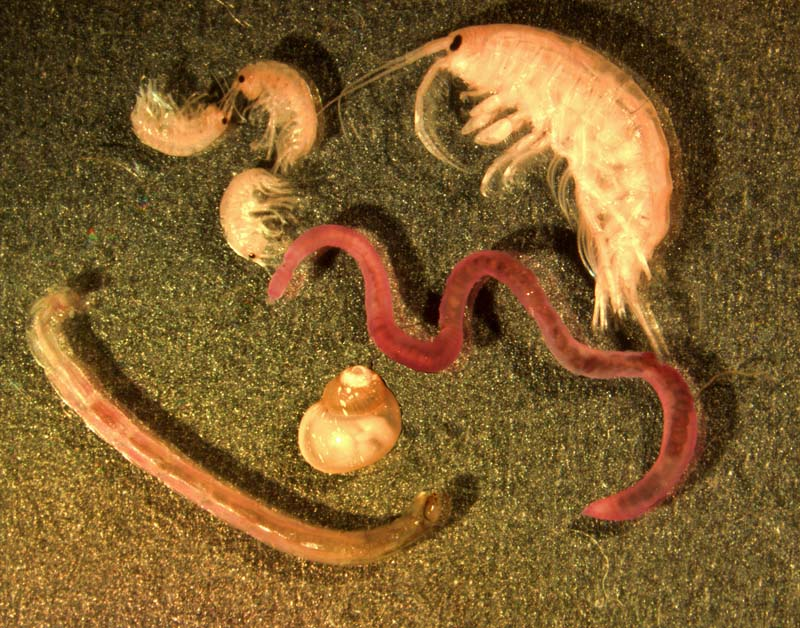

Les macroinvertébrés benthiques sont les invertébrés du benthos qui atteignent à l'âge adulte une taille macroscopique de plus de 0,5 mm (ils sont donc visibles à l’œil nu). 
Ils forment des communautés et jouent un rôle écosystémique important, notamment par ce qu'il comportent de nombreuses espèces qui sont des décomposeurs et par ce qu'ils constituent une partie très significative du réseau trophique aquatique, entrant dans le régime alimentaire de nombreuses espèces de poissons, d’oiseaux et d’amphibiens, etc.

## Subclassifications
On distingue généralement :
1. les macroinvertébrés benthiques dulcicoles (d'eau douce) et d'eaux saumâtres ou salées ; En eau douce ce sont surtout des insectes aquatiques ou dont la larve est aquatique (ce sont alors les formes larves et nymphes qui sont retrouvées dans le benthos) et quelques crustacés. Dans les eaux salées ce sont surtout des crustacés, des vers, des mollusques ;
2. ceux qui colonisent des substrats mous et/ou durs  ;
3. ceux qui à l'âge adulte sont fixés ou mobiles.

Selon leurs positions par rapport au fond, on regroupe aussi les macroinvertébrés en 3 compartiments :
1. Les macroinvertébrés épibenthiques, qui vivent à l’interface entre l’eau et le sédiment tels que les larves d’insectes, les isopodes et les mollusques.
2. Les macroinvertébrés suprabenthiques, qui vivent au contact du sédiment mais qui peuvent aussi devenir pélagiques en se déplaçant dans l’eau (exemple d’organismes : larves de diptères et crustacés amphipodes)
3. Les macroinvertébrés endobenthiques, qui sont des organismes fouisseurs tels que les oligochètes, les nématodes et en eau douce les tubifex et larves de chironomes.

Selon leur mode principal d'alimentation on distingue des espèces végétariennes, bactériophages, prédatrices du micro-benthos et/ou du macro-benthos, des filtreurs ou encore des invertébrés détritivores que l'on classe en groupes trophiques
On distingue généralement 5 groupes trophiques  :
1. Filtreurs (ex : bivalves, ostracodes, chironomes…) : filtrent de fines particules en suspension dans l’eau.
2. Prédateurs (ex : nématodes, oligochètes, odonates, hémiptères, trichoptères…) : se nourrissent de zooplancton (cladocères, copépodes) ou d’autres macroinvertébrés benthiques.
3. Détritivores (ex : nématodes, oligochètes, éphémères, trichoptères, chironomes…) : se nourrissent de détritus, de cadavres et de matières organiques dissoutes.
4. Herbivores (ex : éphémères, coléoptères, chironomes, gastéropodes…) : se nourrissent principalement de macrophytes et d’algues.
5. Omnivores (ex : éphémères, coléoptères, chironomes, gastéropodes…) : se nourrissent à la fois de débris végétaux et de débris animaux.

Dans les zones forestières, les estuaires, les littoraux, les lacs peu profonds, les décomposeurs sont généralement dominants. 

Dans les cours d’eau ou lacs oligotrophes et bien ensoleillés, les herbivores sont dominants.

## Écologie

### Zonation des communautés
Hormis pour quelques espèces parasites ou plus ubiquistes, elle se fait souvent selon des facteurs géophysiques tels que la profondeur, la force du courant, le type et la granulométrie du substrat, de quantité de lumière, la transparence des eaux(qui dépend de la turbidité), son degré d'eutrophisation, ou encore selon la durée d'émersion (zone intertidale, zone humide temporaire...) ; 
Pour les espèces marines, on distingue 
1. la zone littorale peu profonde, qui est aussi généralement la plus diversifiée, riche en de macroinvertébrés épibenthiques (gastéropodes, larves d’éphémères et de trichoptères…) ;
2. une zone sublittorale un peu plus profonde où les conditions de température, oxygène, illumination, répartition des algues sont très changeante selon la saison, l'heure du jour, la marée, la lune, etc. , les  macroinvertébrés y sont un peu moins présents.
3. une zone profonde, moins diversifiée

### Cycle biologique
C'est l’ensemble des étapes qu'un macroinvertébré traverse au cours de sa vie. Il varie selon les espèces de macroinvertébrés, et parfois aussi selon la richesse trophique du milieu.
Un cycle s'étend ainsi sur quelques mois à plusieurs années.

### Utilisations
Ce sont :
- des sources de nourriture pour l'homme (ex : moules et huitres et d'autres mollusques bivalves ou gastéropodes en particulier), qui peuvent être cultivées (c'est une des formes de la mariculture[1]).
- des bioindicateurs parfois, utilisés pour des évaluations environnementales[2],[3] et des protocoles de suivi temporel stationnel[4].